# Jekov
Jekov (německy Jekow) je malá osada v okrese Benešov ve Středočeském kraji. Osada leží v katastrálním území Bořkovice, které je součástí obce Zvěstov. Jekov se nachází v oblasti známé jako Česká Sibiř, asi 12 km jihovýchodně od Votic a asi 28 km jihovýchodně od Benešova.
V Jekově jsou registrována tři čísla popisná: 16, 17 a 20, a jedno číslo evidenční: 5. Nachází se zde kříž, zvonička a pomník vojínu Aloisi Novotnému, který padl roku 1917 za první světové války. Jekov je silničně propojen s dalšími osadami, kterými jsou Bořkovice, Hlohov a Vyšetice. Pramení zde Bořkovický potok (levostranný přítok řeky Blanice), na němž se zde nacházejí dva malé bezejmenné rybníky.
| Rok            | 1869 | 1880 | 1890 | 1900 | 1910 | 1921 | 1930 | 1950 |
| -------------- | ---- | ---- | ---- | ---- | ---- | ---- | ---- | ---- |
| Počet obyvatel | 31   | 34   | 28   | 23   | 27   | 24   | 15   | 18   |
| Počet domů     | 5    | 4    | 5    | 5    | 4    | 4    | 4    | 5    |